# 大玩樂家—跨樂衛武營音樂會
大玩樂家—跨樂衛武營音樂會（英語：Masters Play-Beyond the Music Boundary @WEIWUYING）是衛武營國家藝術文化中心製作的品牌系列節目。創辦於2022年，是向經典致敬與音樂跨界合作為主的音樂節目，期望透過流行音樂與古典音樂的融合，逕而讓大眾認識跨界音樂之美。

## 歷年演出節目

### 第一屆
2022年，大玩樂家—《羅大佑×簡文彬×彭佳慧 跨樂衛武營音樂會》，將音樂家羅大佑12首作品重新編曲，以交響樂團編制形式演出。本次音樂會主要參與人員:
製作人劉慕堯、指揮家簡文彬、金曲獎最佳華語女歌手彭佳慧、長榮交響樂團以及天生歌手合唱團。
以下是演出曲目：
- 序曲（編曲：鍾興民）
- 愛人同志（編曲：劉聖賢）
- 是否（編曲：吳柏翰）
- 你的樣子（編曲：江俊典）
- 野百合也有春天（編曲：江俊典）
- 滾滾紅塵（編曲：江俊典）
- 無言地表示（編曲：周宣宏）
- 告別的年代（編曲：劉聖賢）
- 鹿港小鎮（編曲：江俊典）
- 戀曲1990（編曲：吳柏翰）
- 思念（編曲：江俊典）
- 未來的主人翁（編曲：劉聖賢）
- 愛的箴言（編曲：周宣宏）

### 第二屆
2023年，大玩樂家2—《洪一峰×簡文彬×許富凱 跨樂衛武營音樂會》，將台語歌曲創作家洪一峰與作詞家葉俊麟的13首歌曲改編，以古典音樂的形式編曲並演唱。第二屆音樂會主要參與人員: 製作人劉慕堯、指揮家簡文彬、金曲獎最佳台語男歌手許富凱以及長榮交響樂團。
以下是演出曲目：
- 序曲（編曲：洪敬堯）
- 寶島曼波（編曲：吳柏翰）
- 愛河月夜（編曲：江俊典）
- 淡水暮色（編曲：吳柏翰）
- 快樂的牧場（編曲：曹銘倉）
- 舊情綿綿（編曲：劉聖賢）
- 蝶戀花（編曲：曹銘倉）
- 空思戀（編曲：劉聖賢）
- 思慕的人（編曲：江俊典）
- 男兒哀歌（編曲：周宣宏）
- 孤兒淚（編曲：周宣宏）
- 放浪人生（編曲：洪敬堯）
- 山頂的黑狗兄（編曲：江俊典）

### 第三屆
2024年，大玩樂家3—《小蟲 & 簡文彬 & 周蕙 跨樂衛武營音樂會》，將音樂家小蟲陳煥昌12首作品重新編曲，以古典音樂的形式編曲，全編制交響樂團形式演出。第三屆音樂會主要參與人員:
製作人劉慕堯、指揮家簡文彬、台灣女歌手周蕙與長榮交響樂團以及天生歌手合唱團。
以下是演出曲目：
- 序曲（編曲：呂聖斐）
- 小雨來得正是時候（編曲：呂聖斐）
- 玫瑰香（編曲：吳柏翰）
- 情關（編曲：曹銘倉）
- 愛江山更愛美人（編曲：江俊典）
- 我可以抱你嗎（編曲：周宣宏）
- 葬心（編曲：黃乾育）
- 悲傷茱麗葉（編曲：曹銘倉）
- 我是不是你最疼愛的人（編曲：江俊典）
- 鍾愛一生（編曲：周宣宏）
- 不想你也難（編曲：江俊典）
- 心太軟（編曲：劉聖賢）
- 我是真的付出我的愛（編曲：曹銘倉）

### 第四屆
2025年，大玩樂家4—《陳小霞 & 簡文彬 & 洪佩瑜 跨樂衛武營音樂會》，將音樂家陳小霞12首作品，以交響樂團的古典音樂形式重新編曲演繹。第四屆音樂會主要參與人員：製作人劉慕堯、指揮家簡文彬、台灣女歌手洪佩瑜與長榮交響樂團。
以下是演出曲目：
- 序曲（編曲：櫻井弘二）
- 在樹上唱歌（編曲：曹銘倉）
- 成全（編曲：吳柏翰）
- 他不愛我（編曲：吳柏翰）
- 花若離枝（編曲：江俊典）
- 傀儡尪仔（編曲：劉聖賢）
- 溫柔的慈悲（編曲：曹銘倉）
- 祝我幸福（編曲：江俊典）
- 魔鬼中的天使（編曲：曹銘倉）
- 無言花（編曲：吳柏翰）
- 十年（編曲：周宣宏）
- 一次幸福的機會（編曲：江俊典）
- 最後的溫柔（編曲：周宣宏）